# Soroly
Soroly is een gemeente (commune) in de regio Mopti in Mali. De gemeente telt 7300 inwoners (2009).